# 薩波特克文明
薩波特克文明（西班牙語：Cultura zapoteca）是前哥倫布時期的一個美洲土著文明，分佈於南中部美洲（主要是墨西哥的瓦哈卡州）。其歷史至少可追溯至2,500年以前，與美洲著名的瑪雅文明雖無直接聯繫，但與之同受奧爾梅克文明的影響。遺址中包含金字塔式建築、蹴球場以及宏偉的陵墓。
薩波特克人乃是頭一個在中美洲樹立起有圖像石碑之民族──在西元前一千年初期所雕刻，具有象徵意味姿勢的統治者之直立石板。直至約西元前七百年，完備的文字出現在這類石板上，以極為精細的方式記下人名、地方以及日期。而到西元前六百年前，當地的薩波特克領袖們樹立起一些紀念碑，有著宣告勝利的銘文，以及凌虐和獻祭俘虜的圖案，除此之外，紀念碑寫有所有征服對手及其部族的稱呼，以及征服（或獻祭）的日期。薩波特克銘文一般很短，使用少許聲符和許多表音文字。這種以標示名稱為主的浮雕，有著似乎為名詞、動詞、地方以及附加的日期等符號。而後，薩波特克之文士便在以當地植物製成的紙冊子上，寫上彩色的字。當中有少數遺留下來，包括帳本、族譜和各部落領土的地圖。萨波特克人自称Be'ena'a，意思是“云中之人”。
該文明的書寫系統採用音節文字，可能受奥尔梅克文字的影响，并很可能是玛雅、米斯特克、托尔特克和阿兹特克等的文字的鼻祖。每個字表示一個音節，但兼有象形的功能。圖案和紋飾上多採用方形和線條，有縱橫交織的感覺，其中的一種圖案已被微軟Windows XP系統收錄為。

## 历史
萨波特克文明发源于今日墨西哥南部的瓦哈卡谷。该谷地大致呈弯曲的Y形，在三个分岔上均分布有大小不一的早期定居点，而在中间大约80平方公里的土地则鲜少有人居住。。目前为止，已知最早的定居点是位于西北部埃特拉臂的圣何塞遗址。该遗址为一个农耕村庄，建筑主要由土砖垒成。在公元前6世纪左右，圣何塞遗址及其他位于埃特拉臂的定居点出现了大规模的人口外流。这些人口涌入中部原先无人定居的土地，萨波特克文明早期的统治中心阿尔班山就此形成。:144虽然目前对阿尔班山早期的历史尚无直接证据，从出土的大量早期城防工程可以推测出该定居点最初很有可能是为了防御敌军而修筑的要塞，而人口的迁徙则是由于各萨波特克村庄形成村镇联合以共御外敌:146。无论其最初修筑的目的为何，自公元前4世纪到公元2世纪，阿尔班山的统治者频繁对外发起战争。由于周边地区的定居点无论是军事还是政治实力都不敌阿尔班山的统治者，版图得以不断扩大。:206其扩张在阿尔班山II阶段（公元前1世纪-公元2世纪）达到巅峰，其影响力甚至已扩张至瓦哈卡谷之外，这在一些谷外地区的艺术风格突变上可以看出。在公元2世纪末，萨波特克文明的疆域北至今日墨西哥的奎托佩克，南至切特佩克，而阿尔班山依然是最大的定居点。此后，该版图一直到大约7世纪均没有变化。:208
首位对阿尔班山遗址进行发掘与保护的考古学家阿方索·卡索认为该遗址正中一座锋矢形状的建筑是萨波特克对外积极扩张的证据之一。该建筑形状与众不同，在其中有四十余块刻有象形文字的石板，且每块石板上均刻有一个盛装的人头。学者认为每块石板均代表萨波特克征服的一个地区，其中头部正常放置的代表那些投降萨波特克因而得以保命的统治者，而头部倒置的则代表抵抗萨波特克最终兵败身亡的统治者:196。

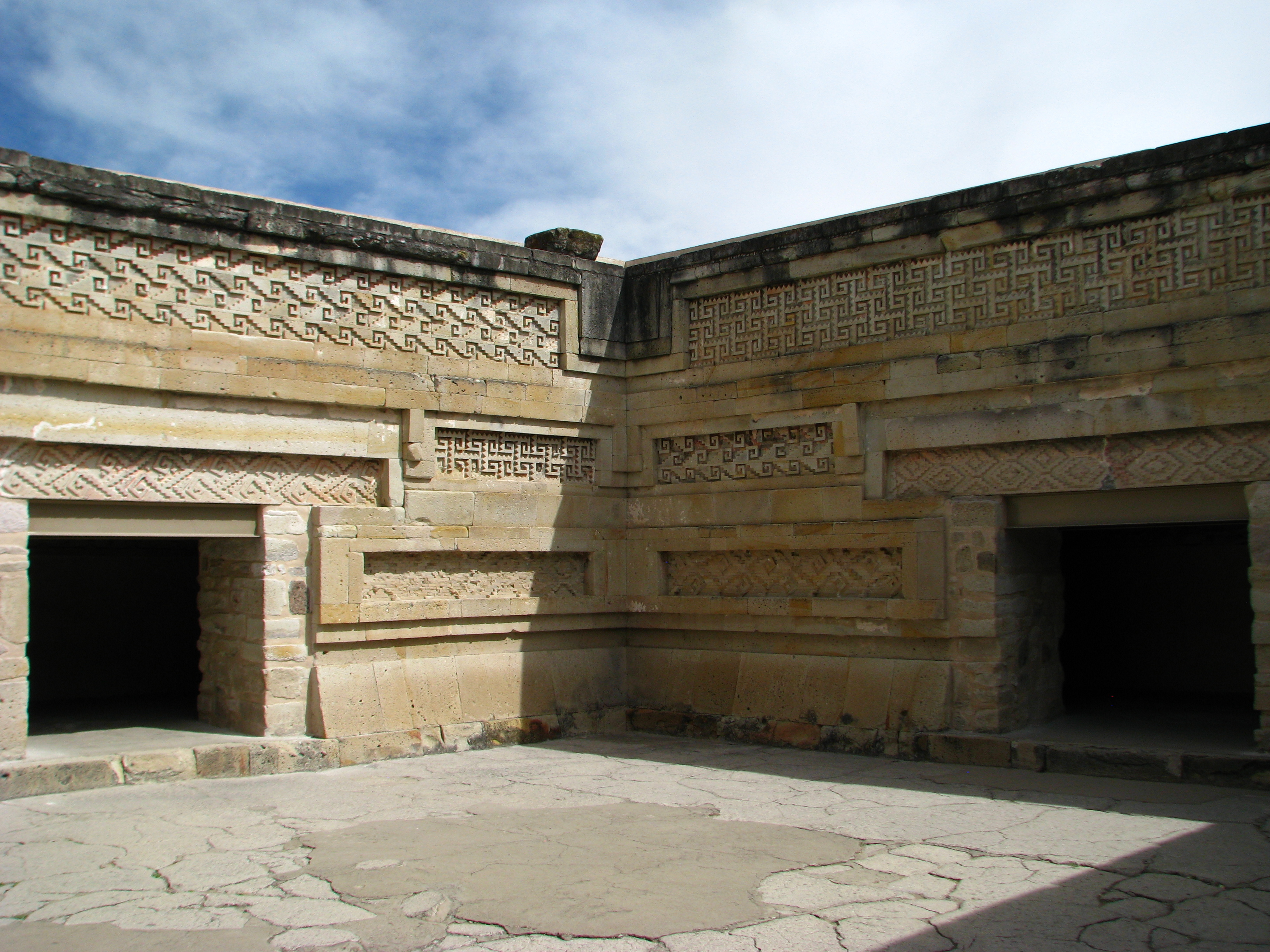
米特拉的宫殿

大约在公元8世纪左右，以阿尔班山为中心的统治逐渐土崩瓦解，分裂为数个城邦国家，包括奎拉潘、扎奇拉、兰比提科、帕尔米罗和米特拉等，其中米特拉是此后萨波特克文明的宗教与文化中心。到公元11世纪，米斯特克人占领米特拉，但萨波特克人依然在这一地区生活，并同米斯特克的文化进行了一定的融合。此后，萨波特克文明的中心转至扎奇拉。
公元1494年，阿兹特克的统治者阿维特索特尔征服了瓦哈卡谷中部，但萨波特克和米斯特克的联盟仍然在抵抗阿兹特克。1502年，阿维特索特尔围攻扎奇拉，但7个月后依然未能攻克，于是同萨波特克的统治者柯西乔扎议和。此后，阿兹特克同萨波特克结为同盟，阿维特索特尔之女亦嫁给了柯西乔扎。当西班牙人抵达时，米斯特克人绑架了末代萨波特克国王柯西乔皮的妹妹，因此萨波特克同西班牙征服者结为同盟，共同对抗米斯特克人，并在此后灭亡阿兹特克的战争中站在西班牙一边参战。 柯西乔皮亦受洗皈依天主教，教名为胡安·科尔特斯·西喀斯皮，并为道明会修筑了一座女修道院。

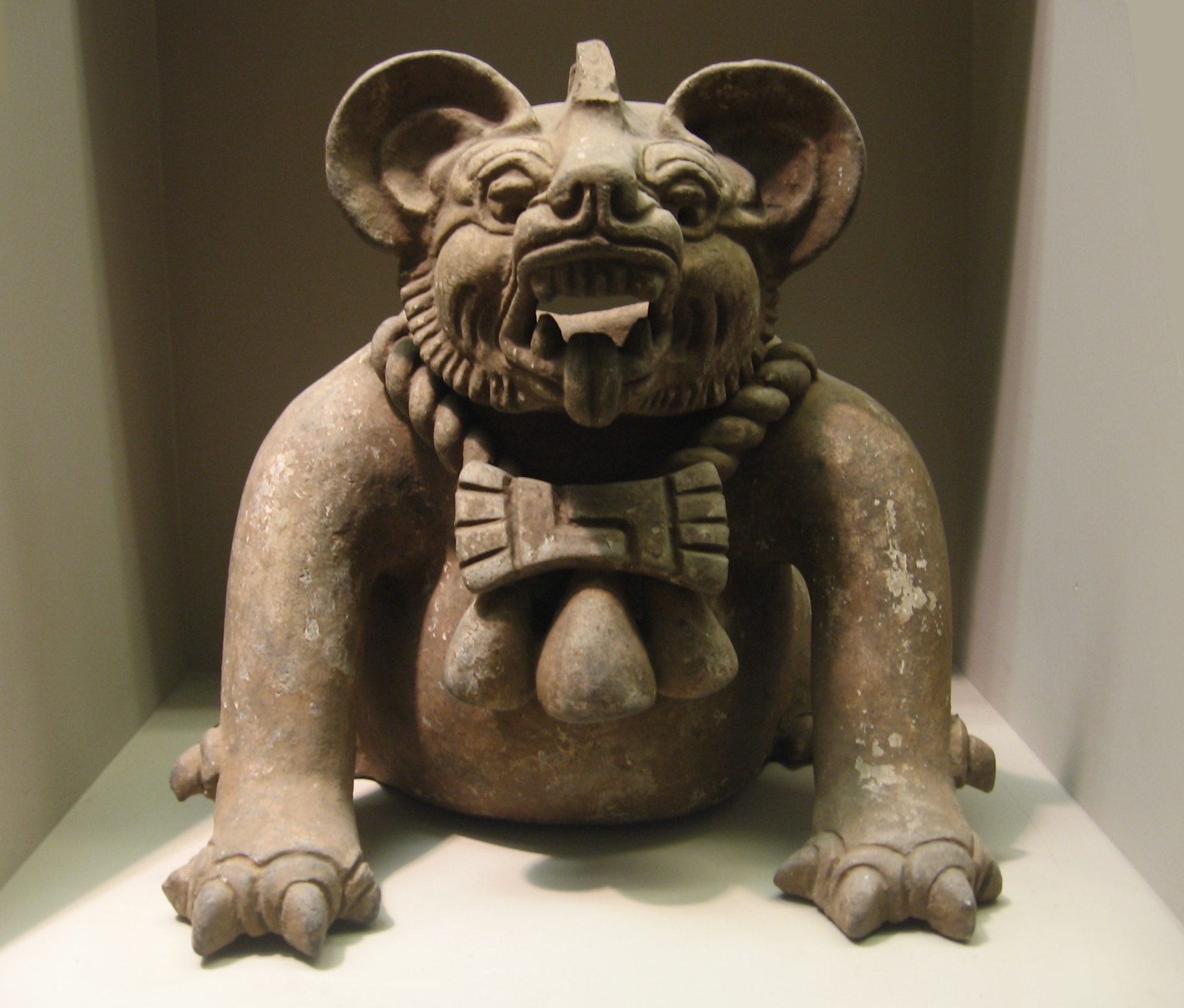
瓦哈卡谷发掘出的一个萨波特克骨灰瓮，高23cm，形状可能是美洲豹或是蝙蝠神

## 语言

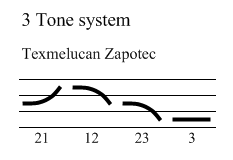
萨波特克语的四种声调

萨波特克语属于中美洲欧托-曼格语系，有超过100种方言，在大约公元前1500年左右同其他同语系的语言分离。时至今日，萨波特克语的使用者分布于瓦哈卡谷的中部、东部和太平洋沿岸，由于人口外流在墨西哥城以及纽约亦有分布。萨波特克语是一种声调语言，共有4个声调，同查蒂诺语在语言学上关系密切。

## 社会发展
在公元前100年左右，萨波特克文明的快速扩张导致人口急速增长，因而出现了一定程度的社会分化、中央集权以及宗教仪式活动。一直到公元1世纪，瓦哈卡谷仍然分属于多个独立的部落，这导致了地区中心的形成。自公元2世纪开始，由于大量人口涌入阿尔班山，导致阿尔班山人口过剩的同时也促进了城市化。

## 地理与农业

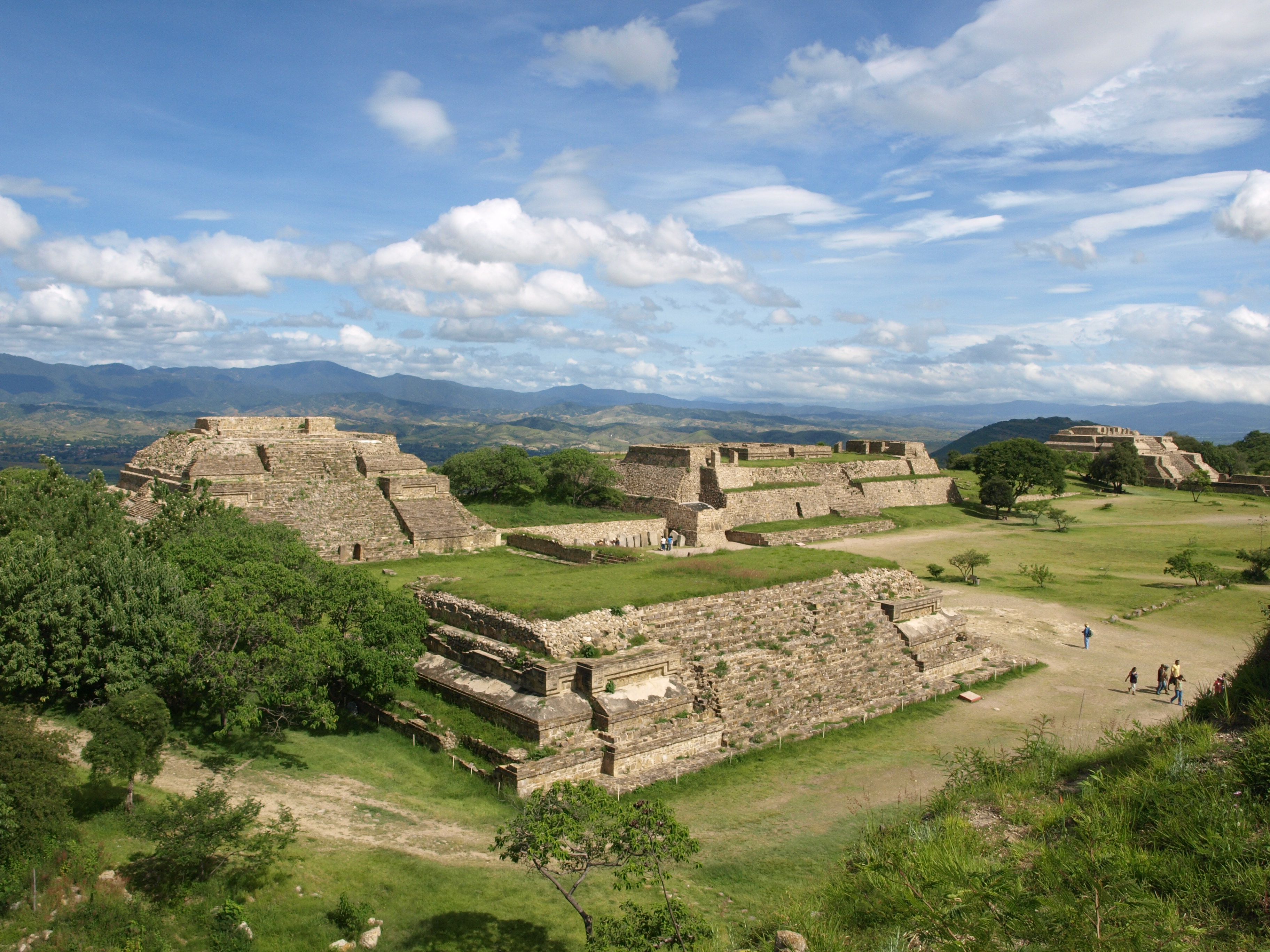
阿尔班山遗址

萨波特克文明的摇篮瓦哈卡谷是一个Y形的谷地，距离墨西哥城约200千米，三个分岔分别是西北部的埃特拉、南部的欧科坦以及东部的米特拉，交叉于海拔大约为1400m的高地上，南临太平洋，北方则是东马德雷山脉。该地区极其适合发展农业，是玉米可能的起源之一。一般认为，当萨波特克文明出现时，该地区的土壤还没有和今天一样受到侵蚀，且周围的山脉仍被橡树与松树覆盖。该谷地11月-5月为旱季，但在靠近巴尔萨斯河等河流的地区仍然能依靠河水以及周期性的洪水来进行耕种，而在远离河流的地区萨波特克人则使用引水渠来浇灌作物。阿尔班山的水源则来自附近的溪流。萨波特克人亦在丘陵地带等较为贫瘠的土地开垦荒地、种植庄稼以应对在公元前100年左右的人口爆炸式增长。此外，由于目前发现的灌溉系统不足以支撑如此大量的人口，考古学界认为目前尚有许多灌溉系统未被发现。
萨波特克人发达的农业足以让他们在殖民时代向西班牙帝国上贡后仍有余粮应对随后的天灾和瘟疫。

## 科技

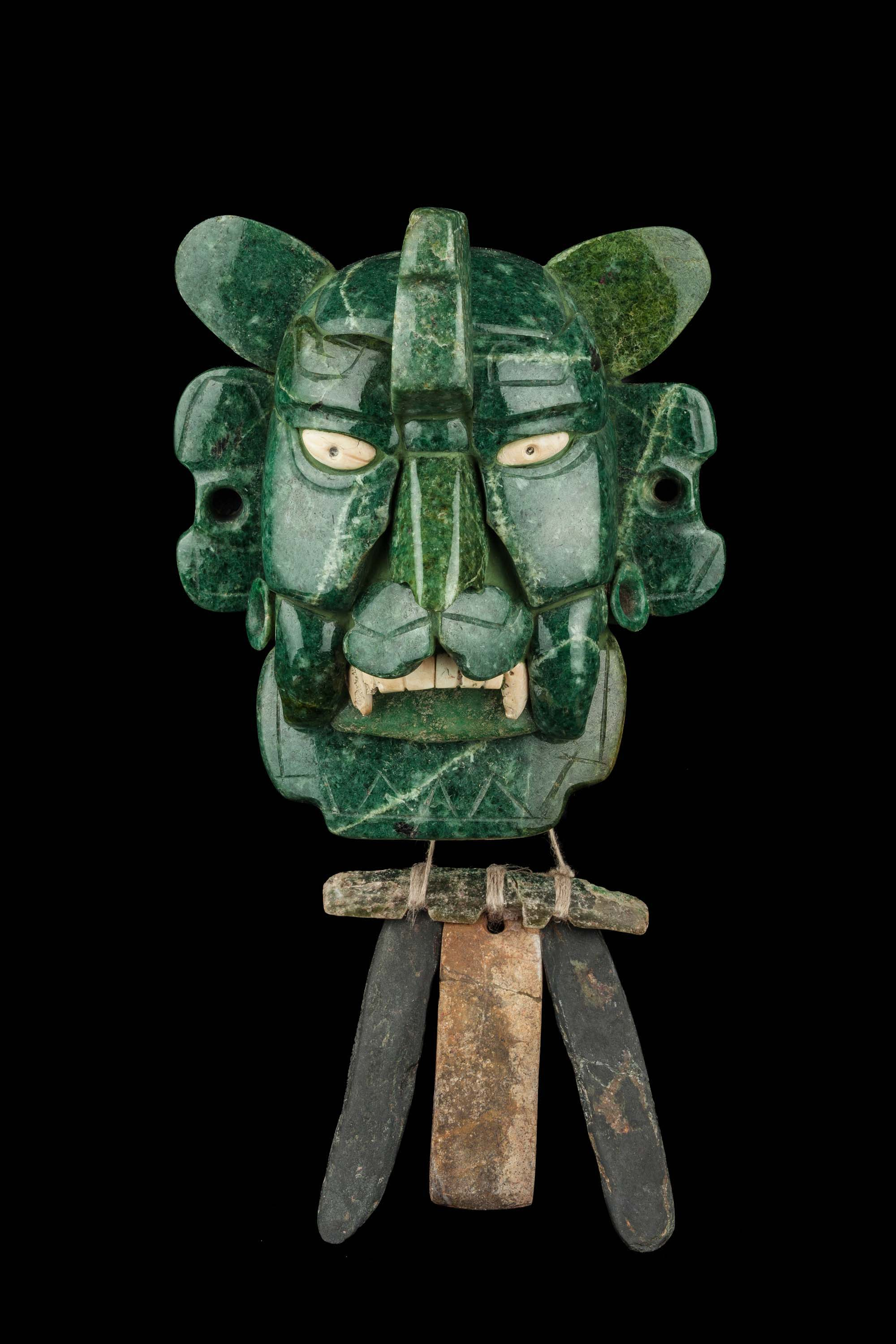
一个萨波特克面具，由25片玉石拼接而成，形状为蝙蝠神，出土于阿尔班山的一处墓葬

萨波特克文明有一套独立的历法系统和语素文字，即用一种图案代表一个音节的文字。有研究认为萨波特克文字是中美洲地区第一种文字，并且对日后玛雅文明、米斯特克文明和阿兹特克文明的文字系统有所影响，但目前对于萨波特克文字和奥尔梅克文明的文字孰先孰后尚有争议。在阿兹特克帝国的首都特诺奇蒂特兰有一批萨波特克和米斯特克工匠为阿兹特克的统治者，包括蒙特祖马二世制造珠宝，但萨波特克和墨西哥中部文明的联系可上溯至更远，在阿尔班山有出土特奥蒂瓦坎风格的旅馆，而在特奥蒂瓦坎也有发现萨波特克风格的神庙。
萨波特克文明系定居农耕文明，建筑以石砖和灰泥浆筑城，士兵一般穿棉甲御敌。

## 宗教信仰
同其他美洲文明一样，萨波特克文明信奉多神教信仰，一些已知的神灵包括：
- 科西乔，雨神，类似于阿兹特克文明的特拉洛克；
- 科奎哈尼，光明神；
- 皮托科佐比，玉米神。

萨波特克的神系中兼有男性与女性的神，其主要区别体现在服装上：男性着短裤，可能还会有披风；女性则着连衣裙。大部分萨波特克的神灵都和农业与生育有千丝万缕的联系。此外，萨波特克人还会供奉一些吸收自其他文明神系的神，例如特奥蒂瓦坎供奉的羽蛇神、蝴蝶神和雨神，以及阿兹特克人的死亡与重生之神希佩托特克。萨波特克神话中对于人类起源有多种不同说法，有说法认为人类诞生自瓦哈卡谷地的石头，也有传说认为萨波特克人是由美洲豹、黑豹等大型猫科动物变化而来。此外，和其他纳瓦特尔文明一样，萨波特克文明也有关于奇科莫茲托克的起源传说。

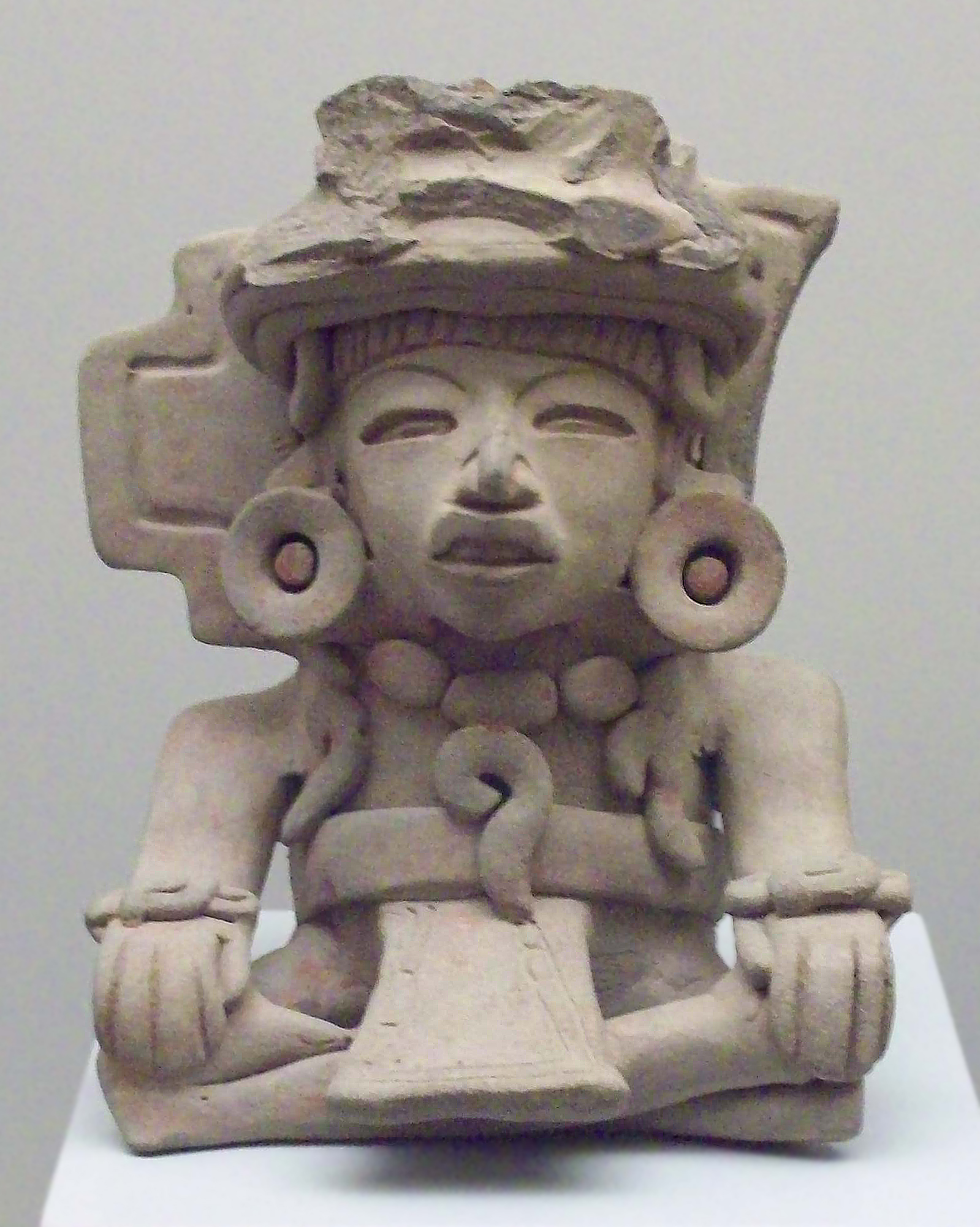
一尊阿尔班山III期（公元100-700年）的骨灰瓮，形状为一个坐着的人

萨波特克人会举行牺牲仪式来为他们的住处和建筑物祝圣。考古学家在奎拉潘一处用于存放牺牲祭品的窖藏中发现了许多翡翠珠子、两对翡翠耳环、三把黑曜石小刀、一颗珍珠、贝壳、石头、小动物的骨头（可能是来自鸟类），这处窖藏大概建于公元700年。这些祭品各自代表不同的宗教意象：
- 黑曜石小刀象征着血祭；
- 珍珠和贝壳代表大海，在萨波特克宗教中象征冥界；
- 鸟骨代表着天空和与之相关的宇宙均衡；
- 翡翠在萨波特克文化中价值极高，尤其是精雕细琢过的首饰，因此是权力的象征。

这场仪式的目的是为奎拉潘的金字塔神庙祝圣，因此需要与权力、祭祀还有冥界与宇宙均衡的意象。